# Milénis
Milénis est un centre commercial de la Guadeloupe, situé au nord de Pointe-à-Pitre, sur la commune des Abymes, et plus précisément dans le quartier de Dothémare.
En 2009, c'est le second centre commercial en Guadeloupe, de par sa surface commerciale, après celui de Destreland, à Baie-Mahault.

## Présentation
L’hypermarché Carrefour a ouvert ses portes en juin 2000 sous l’enseigne « Hypermarché Conseil », avant de prendre le nom actuel en février 2001.
Le centre commercial occupe une surface de 1 200 m2.
La galerie marchande est composée de 60 commerces (40 boutiques, 12 sociétés de services, huit restaurants).

## Polémique
Dans un tract de la Confédération générale du travail de Guadeloupe (CGTG), des syndicalistes accusent la famille Huygues-Despointes, propriétaires du centre commercial, d'avoir « bâti toute sa fortune sur la traite négrière, l’économie de plantation et l’esclavage salarial ». Dans le même temps, un article du journal L'Humanité fait le parallèle entre le système colonial et esclavagiste et les propriétaires du centre commercial. Ces derniers portent plainte  pour diffamation contre deux syndicalistes de la CGTG et le journal L'Humanité. De façon étonnante, les syndicalistes sont condamnés par un tribunal local alors que le journal est relaxé par un tribunal parisien,.
Contrairement à une rumeur tenace, il n'y pas de navire nommé Milénis dans les plus de 40.000 navires négriers répertoriés par les historiens. L'affirmation selon laquelle le nom du centre commercial aurait été inspiré par un tel bateau est sans fondement et pourrait relever de la diffamation si elle s'accompagnait de l'affirmation selon laquelle le choix du nom aurait été délibéré. Il est évidemment impossible de citer ici les centaines de publications dépouillables permettant d'affirmer que parler d'un célèbre navire négrier (sic) nommé ainsi relève de l'affabulation[non neutre][réf. nécessaire].